# Günter Nachtigall

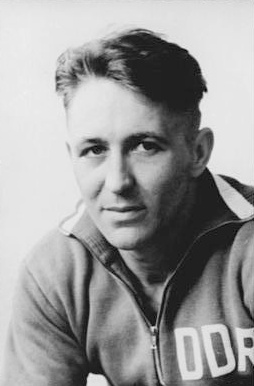
Günter Nachtigall 1960

Günter Nachtigall (* 5. März 1930 in Blankenburg (Harz)) ist ein ehemaliger deutscher Turner.
Er trainierte in der 1950 gegründeten Abteilung Turnen beim SV Lok Blankenburg und später beim ASK Vorwärts Berlin, wo er 1956 DDR-Meister im Mehrkampf wurde. Weitere Erfolge hatte er im Pferdsprung (1957 DDR-Meister), am Seitpferd (1959 DDR-Meister), beim Bodenturnen (1956/1957 DDR-Meister), am Barren (1956 DDR-Meister) und an den Ringen (1956 DDR-Meister, 1957 Vizemeister). Daneben belegte er auch den dritten Platz in mehreren Disziplinen.
1957 nahm er an den Europameisterschaften in Paris und 1960 an den Olympischen Spielen in Rom teil, wo er mit der DDR-Mannschaft Siebenter wurde.